# Wałowice (województwo lubelskie)
Wałowice – wieś w Polsce położona w województwie lubelskim, w powiecie opolskim, w gminie Józefów nad Wisłą.
Wieś szlachecka  położona była w drugiej połowie XVI wieku w powiecie urzędowskim województwa lubelskiego. W latach 1975–1998 miejscowość administracyjnie należała do ówczesnego województwa lubelskiego.
Wieś stanowi sołectwo w gminie Józefów nad Wisłą. Według Narodowego Spisu Powszechnego z roku 2011 wieś liczyła 186 mieszkańców.

## Historia
Wałowice także w roku 1419 Wolouicze, a w 1441 n. Valowicze.
W roku 1419 dziedzicem wsi była Beata wdowa po marszałku Dymitrze z Goraja. Wieś graniczy w tym czasie z Popowem, w 1441 roku z Olbięcinem. Wymienia ją Długosz w 1470-80 podając granice z Popowem i Szczepanowem (Długosz L.B. t.I s.194, t.II s.55). Z końcem XV wieku wieś przechodzi we własność Sieneńskich w roku 1486 dziedzicem był Andrzej Sieneński, w 1504 Wiktoryn z Sienna. W roku 1533 odnotowano pobór z 2 łanów.
Wałowice wieś i dobra w przeszłości należały do klucza grabowieckiego, z główną rezydencją we wsi Grabówce, gdzie stał murowany dworzec właścicieli wśród rozległych ogrodów, po zgonie ostatniej właścicielki Heleny Moszyńskiej w r. 1802 oddzielone, przechodziły do rąk Daniszewskioh, Kamińskich, Baczyńskich. Przed 1939 właścicielem Wałowic był Zdzisław Hempel.

Według regestru poborowego powiatu lubelskiego z r. 1531 Wałowice i Szczepanów, w parafii Sieciechów, płaciły od 4 łanów (Pawiński, Małop., 356). W XVI wieku należą do dóbr Grabówka, [w:] Słownik geograficzny Królestwa Polskiego, t. II: Derenek – Gżack, Warszawa 1881, s. 779., własności Sienieńskich. W roku 1676 dziedzic wsi, podkomorzy chełmski, płaci pogłówne od żony, 3 córek, 2 ze służby szlacheckiego rodu, 16 pochodzenia plebejskiego, 10 żydów i 188 pozostałych poddanych (Pawiński, Małop., 93a).
Wałowice w drugiej połowie wieku XIX stanowiły wieś folwark i dobra nad Wisłą w powiecie janowskim, ówczesnej gminie Annopol, parafii Świeciechów, odległe 42 od Janowa, 9 wiorst od Józefowa, 70 wiorst od Lublina; mają 37 domów, 347 mieszkańców we wsi i 6 domów oraz 52 mieszkańców zamieszkujących na folwarku. Dwór murowany, „piękny ogród, gorzelnia parowa z rektyfikacją okowity, chów bydła poprawnego, produkcja buraków dla cukrowni w Opolu”. W 1827 r. było tu 45 domów, 271 mieszkańców.
Charakterystyka dóbr
Dobra Wałowice składały się w roku 1886 z folwarku Wałowice i folwarku Kępa Wałowicka. Rozległość ogólna wynosiła mórg 1641 w tym: folwark Wałowice gruntów ornych i ogrodów mórg 492, łąk mórg 2, pastwisk mórg 4, lasu mórg 398, nieużytków mórg 33, Budynków murowanych 4, drewnianych 9, płodozmian 8. polowy las nieurządzony. Folwark Kępa Wałowicka posiadał gruntów ornych i ogrodów mórg 196, łąk mórg 82, pastwisk mórg 202, wody mórg 223, lasu mórg 10. bud. z drewna 2, pokłady wapna.
Wieś Wałowice posiadała osad 16, mórg 309, wieś Stasin osad 13, mórg 182. W skład dóbr Wałowice wchodzi obszar zwany Kępa Wałowska, utworzona przez rozdzielenie się koryta Wisły na dwie odnogi. Na kępie tej, mającej bogatą glebę, prowadzi się gospodarstwo intensywne, poświęcone produkcji buraków i innych roślin przemysłowych. Gorzelnia parowa założona została w r. 1891, wraz z rektyfikacją i dystylarnią. Według noty Słownika geograficznego Królestwa Polskiego „grunta górne, marglowato-gliniaste, a w części piaskowe, gospodarstwo wzorowe”.

## Urodzeni w Wałowicach
- Zdzisław Hempel – rotmistrz Wojska Polskiego.